# Bill Ransom
Œuvres principales
- Programme conscience (avec Frank Herbert)

Bill Ransom, né le 6 juin 1945 à Puyallups dans l'État de Washington, est un écrivain et poète américain.
Il a coécrit trois livres du programme conscience avec Frank Herbert (L'Incident Jésus et L'Effet Lazare) faisant suite à Destination vide. Le dernier livre du cycle, Le Facteur ascension, est publié après le mort de Frank Herbert en 1988; celui-ci n'étant qu'à moitié terminé à sa mort, c'est Bill Ransom qui le termina seul.

## Œuvres
- Viravax (1993)
- Burn (recueil de nouvelles) (1995)
- Learning the Ropes: A Creative Autobiography (autobiographie, essais, poèmes, petites histoires) (1995)
- Jaguar (livre numérique) (2000)

### Cycle duProgramme conscience
- L'Incident Jésus (1979), coécrit avec Frank Herbert
- L'Effet Lazare (1983), coécrit avec Frank Herbert
- Le Facteur ascension (1988), coécrit avec Frank Herbert

### Poèmes etChapbook
- Food Chain
- "Nebaj" and "Nicaragua, 1987" tirés de War Baby
- Semaphore (1993)
- The Single Man Looks at Winter
- Last Call
- Last Rites
- Waving Arms at the Blind
- Finding True North & Critter (1974)